# Chabname Zariab
Chabname Zariab (Kabul, 1982) es una escritora, guionista y directora de cine afgana. Vive y trabaja en Francia.

## Biografía
Zariab nació en Afganistán y tenía siete años cuando emigró a Francia con sus padres. Su padre es miembro del gobierno afgano y su madre, Spôjmaï Zariâb también es escritora. Estudió derecho y cine en París, a la vez que dedicó su tiempo a aprender persa. Luego trabajó como experta en daños en una compañía de seguros.
En 2011, Chabname Zariab publicó su primera novela, Le pianiste afghan (El pianista afgano). El texto estaba originalmente destinado al cine. De la ficción a la realidad, la autora narra la niñez y la trayectoria de una niña afgana entre Kabul y Francia. De vuelta a su tierra natal en busca de su amor de la infancia, la heroína se ve sumergida de repente en el miedo y el terror sembrados por los talibanes y después del 11 de septiembre del 2001. El libro ganó el Prix Méditerranée des Lycéens en 2012.
En 2015, Chabname Zariab escribió y dirigió el cortometraje Au noise des clochettes (Al son de las campanas), producido por Les Films du Bal. A través del retrato de Saman, la director evoca la vida diaria de los bacha bazi, niños jóvenes vestidos de niñas que son llevados a prestar servicios sexuales a sus dueños en Afganistán. Fue proyectada la Royal Society of Arts el 29 de marzo de 2010 y después en el canal Arte de la televisión francesa. La película ha obtenido varios premios en Francia y en el extranjero, incluido el Premio a la mejor primera obra de ficción durante la edición de 2016 del Festival Internacional de Cortometrajes de Clermont-Ferrand.
Au noise des clochettes fue nominada en 2017 al Premio al mejor cortometraje de los Premios César.
En 2018, dirigió L'enfant chameau (El niño camello). Esta película aborda la vida de un niño pequeño sumergido por la fuerza en un mundo intimidatorio que le resulta totalmente extraño, la de las carreras de camellos. Esta película también ha sido seleccionada en numerosos festivales y ha obtenido varios premios.

## Filmografía
- 2015: Au bruit des clochettes
- 2018: L'Enfant Chameau
- 2020: Hizia

## Publicaciones
- Le Pianiste afghan, L'Aube, 208p., 2011.[10]

## Distinciones
- 2012: Prix Méditerranée des Lycéens por Le pianiste afghan.
- 2012: Prix du Festival du premier roman de Chambéry por Le pianiste afghan.
- 2012: Favorito del jurado del Salón de la primera novela de Draveil por Le pianiste afghan.
- 2016: Premio a la mejor primera obra de ficción por Au bruit des clochettes, Festival Internacional de Cortometrajes de Clermont-Ferrand.
- 2016: Premio al mejor guion y mención especial del jurado juvenil por Au bruit des clochettes, Festival Tous Courts de Aix-en-Provence.[11]
- 2016: Premio sin categoría por Au bruit des clochettes, Festival Internacional de Cine de Odense.[12]
- 2016: Premio a la mejor ficción por Au bruit des clochettes, Tampere Film Festival.
- 2016: Premio a la Excelencia por Au bruit des clochettes, TISFF en Atenas.